# USS Saratoga (CV-3)
USS Саратога (CV-3) — авианосец ВМС США, эксплуатировавшийся в период с 1925 по 1946 годы, второй корабль типа «Лексингтон». В ходе службы был также известен в ВМС США под прозвищами «Леди Сара» и «Старая Леди». Уничтожен при испытаниях атомного оружия у атолла Бикини в 1946 году.

## Строительство

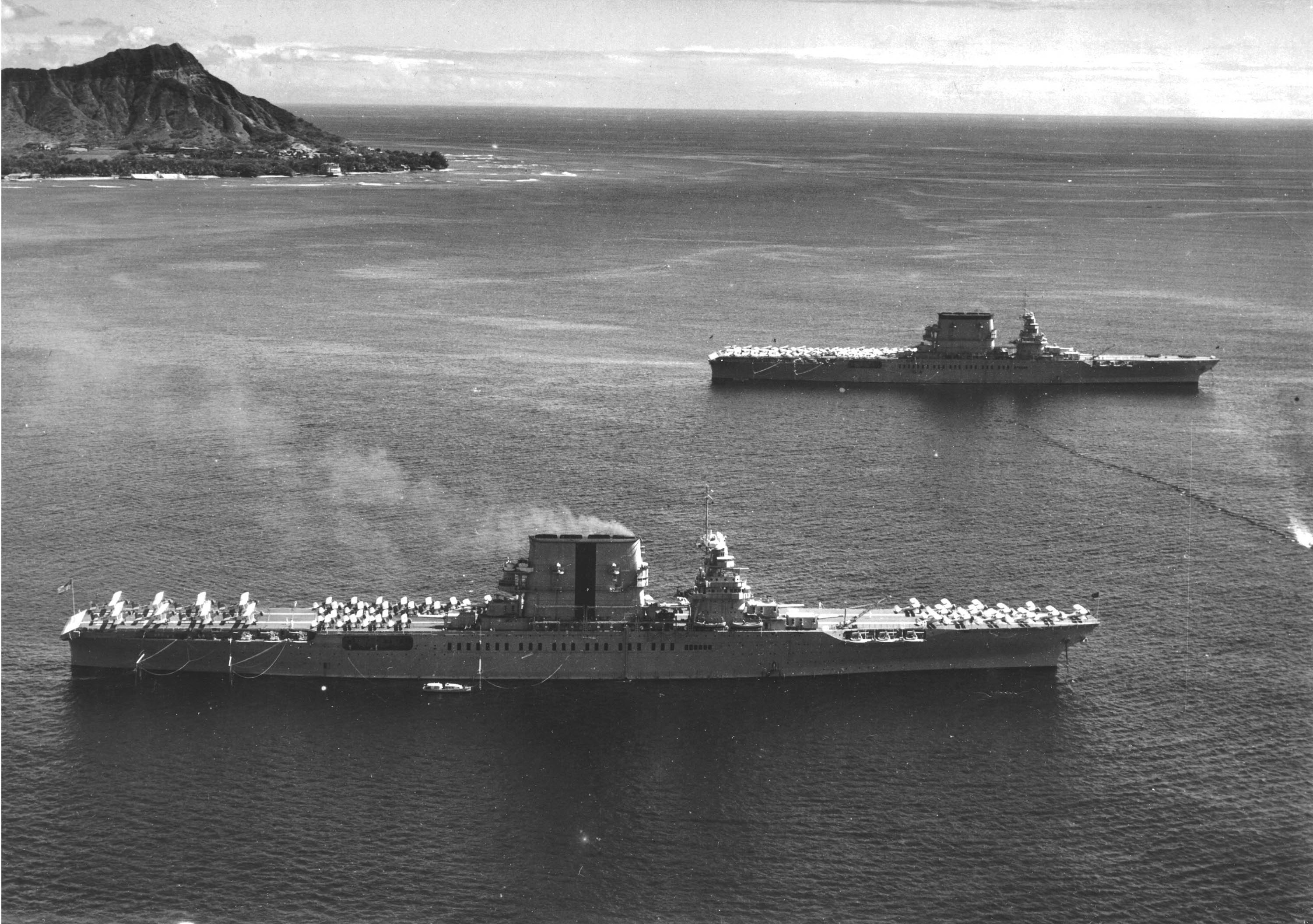
«Саратога» и «Лексингтон» проходят мимо кратера Дайамонд-Хед, направляясь на учения «Флит проблем XIV», 2 февраля 1933 года

Однотипный с «Лексингтоном» (CV-2) — Саратога также построен на базе незаконченного корпуса линейного крейсера, был спущен на воду 7 апреля 1925 года и введён в состав флота 16 ноября 1927 года. Как и «Лексингтон», он сыграл ведущую роль в разработке концепции применения быстроходных авианосцев ВМС США. С 1928 года оба корабля принимали участие в ежегодных учениях тихоокеанского флота «Флит проблем», дальность плавания и численность авиагрупп этих тяжёлых авианосцев (которая к 1936 году уменьшилась до 18 истребителей, 40 бомбардировщиков и 5 вспомогательных самолётов) обеспечивала им решающую роль в любых вероятных операциях в Тихом океане.
На момент завершения строительства оба корабля имели в качестве основного артиллерийского вооружения восемь 203-мм орудий в четырёх спаренных башнях, расположенных по две спереди и сзади массивной надстройки, объединённой с дымовой трубой. Первоначально планировалось, что основу вооружения этих авианосцев будут составлять 152 мм АУ. Во время нападения на Пёрл Харбор «Сара» (Саратога) находилась в Сан-Диего, куда она вернулась для небольших доработок, но уже вскоре вместе с «Лексом» (Лексингтон) оказывала помощь гарнизону острова Уэйк.

## Модернизации корабля

### Изменение вооружения
- Четыре спаренных 203-мм АУ были заменены четырьмя спаренными универсальными орудиями Mk.32 127-мм/38, наведение которых осуществлялось системами управления артогнём типа Мк.37 с двумя башенками директоров (наверху надстройки и на площадке у задней кромки трубы), которые снабжались радарами Мк.4. Между второй башней и боевой рубкой имелся ещё дальномер с базой 2,5 м.
- Вспомогательное вооружение «Саратоги» состоявшее из двенадцати 127-мм/25 универсальных орудий, также было заменено на восемь универсальных орудий Mk.30 127-мм/38. Следует отметить ,что с «Лексингтона» тоже были сняты 203-мм АУ, но 127-мм/38 универсальные орудия вместо них не устанавливались, вместо них ставились четыре 4×28 мм зенитных автомата.
- «Саратога» была торпедирована японской субмариной у Гавайских островов 11 января 1942 года, и четыре месяца находилась на ремонте. При этом длина полётной палубы корабля была увеличена с 270,66 до 274,4 м, а ширина до 39,62 м. Для сохранения плавучести авианосца, снизившейся после установки на нём дополнительного оборудования и вооружения, на правом борту корабля была сделана большая выпуклость. Комплект малокалиберной зенитной артиллерии был усилен: сначала четырьмя 4х40-мм пушками Bofors, расположенные вдоль полётной палубы, в конце 1942 г. добавили ещё 5х4 Bofors, сняв при этом оставшиеся 5х4 28-мм автомата и добавив 22 20-мм автомата Oerlikon (к уже имеющимся 30 таким же автоматам). К началу 1944 г. лёгкое зенитное вооружение выглядело так: 23х4+2х2 40-мм Bofors и 16 20-мм Oerlikon. Универсальная артиллерия не изменялась, и продолжала состоять из 4х2 Mk.32 127-мм/38 и 8х1 Mk.30 127-мм/38 универсальных орудий.

### Усиление радиоэлектронного вооружения
В 1942 году авианосец получил поисковые радары типа СХАМ-1 с антенной на платформе, установку типа SC-1 для ближнего поиска воздушных целей с антенной на задней кромке трубы, и директоры Mk.37 с радарами FD на срезанной во время ремонта надстройке. После ремонта 1944 года радар SK (или SG-1) для надводного поиска с параболической антенной на фок-мачте заменил устаревший СХАМ-1. Перед операцией у о. Иводзима на передней кромке трубы установили радар типа SM на пьедестале, а наверху надстройки появилась необычная комбинация радара управления артогнём типа Мк.4/22. Кроме того, появились системы опознавания «свой-чужой» и наведения своих самолётов.

### Другие изменения
Была увеличена высота мостика, треногая мачта заменена мачтой-однодеревкой. В 1942 году трубу понизили до 19,8 м.

## Действия в районе Гуадалканала
«Саратога» не участвовала в сражениях у атолла Мидуэй, так как в то время обеспечивала доставку новых самолётов в центральную часть Тихого океана. Но уже 8 июня после потери авианосца «Йорктаун» она вернулась в состав боевого флота. «Саратога» 7 августа 1942 года получила задание нанести силами своих истребителей и пикирующих бомбардировщиков удары по японской обороне на Гуадалканале для подготовки к высадке на остров десанта американской морской пехоты. В ответ на это 20 августа японцы направили к Восточным Соломоновым островам мощное соединение авианосцев.
В боях у Соломоновых островов участвовали авианосцы «Саратога», «Энтерпрайз» и «Уосп». На рассвете 31 августа «Саратога» была торпедирована японской подводной лодкой I-68 (по другим данным — I-26). И хотя повреждения были незначительными, неполадки в электросети привели к тому, что корабль потерял ход. Через 2 часа электроснабжение было почти восстановлено, и через 6 дней авианосец прибыл в Пёрл-Харбор для ремонта, продолжившегося полтора месяца. В 1943-44 гг. «Саратога» принимала участие в «Большом прочёсывании островов» по всему Тихому океану, а в 1944 г. совместно с англичанами и французами действовала у островов Суматра и Ява.

## 21 февраля
Когда 21 февраля 1945 г. «Саратога» обеспечивала высадку десанта на Иводзиму, авианосец попал под атаку самолётов камикадзе.

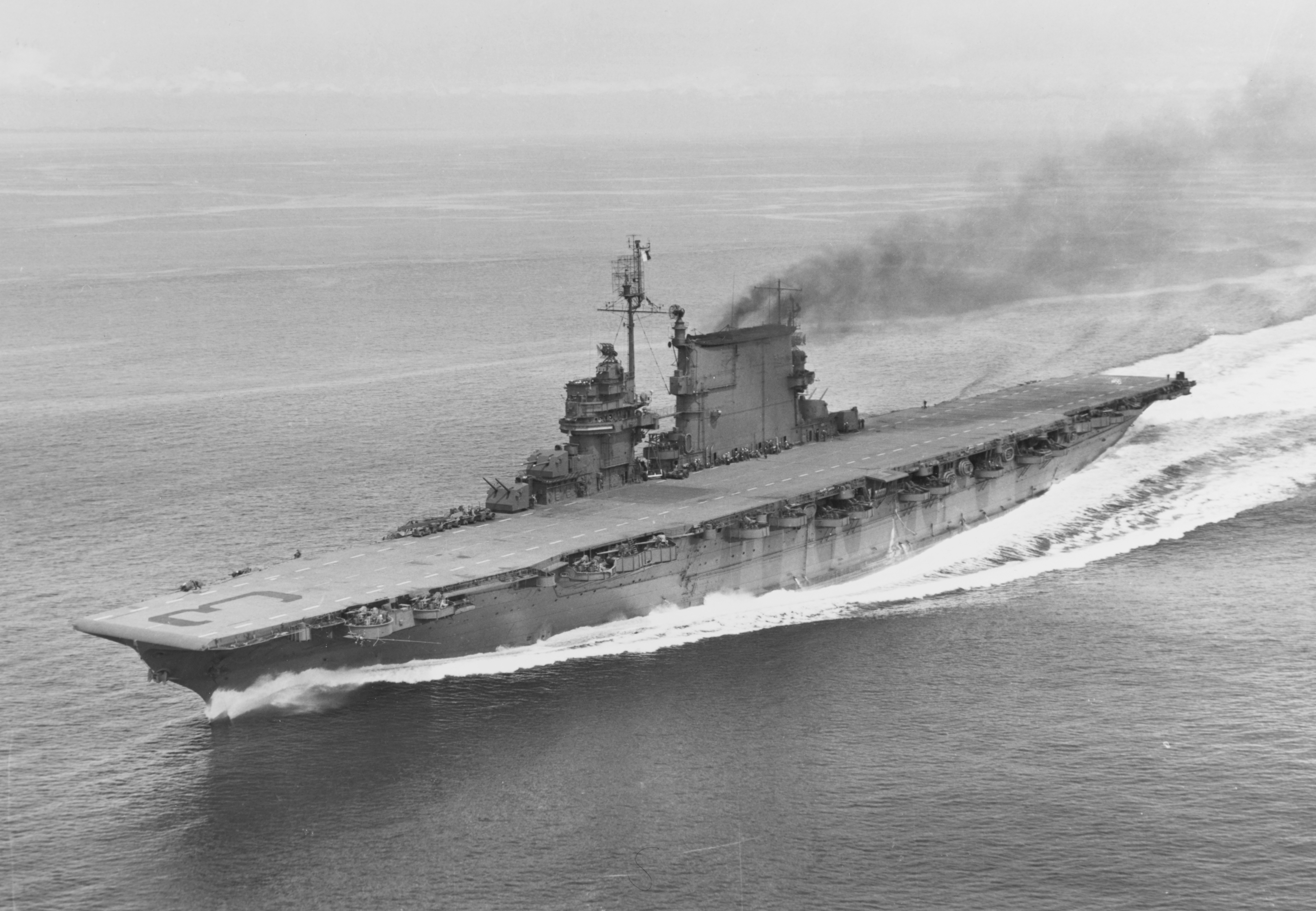
«Саратога» в 1945 году

К 16.30 «Саратога» почти прибыла в намеченный район маневрирования в 35 милях к северо-западу от Иводзимы. Внезапно в 75 милях от авианосца появились «призраки». Хотя поступило сообщение, что это свои самолёты, всё-таки 6 находившихся в воздухе истребителей были направлены им навстречу. Через 20 минут один из пилотов сообщил, что сбил 2 «Зеро». Самолёты не были своими.
«Саратога» начала спешно поднимать дополнительные истребители, и расчёты зенитных орудий заняли свои места. Небо было покрыто тучами, шедшими на высоте 3500 футов, что делало погодные условия идеальными для атакующих. В 16.59 из туч вывалились 6 самолётов, и артиллеристы авианосца открыли по ним огонь. 2 японских самолёта были сбиты и упали в воду, но их бомбы попали в авианосец и взорвались. Третий самолёт врезался в носовую часть полётной палубы. Четвертый самолёт был сбит. Пятый тоже врезался в носовую часть полётной палубы. Шестой врезался в правый край полётной палубы, часть обломков засыпала орудийные спонсоны, но главная масса обломков рухнула за борт.
Все это произошло в течение 3 минут. /…/Корабль сохранил скорость 25 узлов. Экипаж начал борьбу с огнём, одновременно оказывая помощь раненным товарищам. Авианосец не мог принимать самолёты, и самолётам «Саратоги», находившимся в воздухе, было приказано садиться на эскортные авианосцы. Вскоре после 19.00 появились ещё 5 камикадзэ. 4 из них были сбиты, но пятый сбросил бомбы, которые ещё больше исковеркали полетную палубу. Сам самолёт врезался в авианосец и отскочил в море.

Авианосцу разрешили покинуть район боев. Потери экипажа составили 132 человека убитыми и 192 ранеными. 6 самолётов «Саратоги» сели на воду, ещё 31 самолёт был или уничтожен пожарами, или сброшен за борт командой. «Саратога» вернулась в район боевых действий после 2 месяцев ремонта на верфях Соединённых Штатов. После ремонта корабль использовался для подготовки личного состава в Пёрл-Харборе, так как «Саратога», превосходившая по величине авианосцы типа «Эссекс», могла нести меньше самолётов.

## Конец эксплуатации
25 июля 1946 г. лишённый оборудования корпус «Саратоги» в ходе операции Перекрёстки (в районе атолла Бикини) был два раза использован в качестве мишени для ядерных взрывов:
- на расстоянии 2070 м от эпицентра воздушного взрыва Эйбл 23 килотонны на высоте 158 м;
- затем на расстоянии 360 м от эпицентра подводного взрыва Бэйкер 23 килотонны на глубине 27 м.

Первый надводный взрыв не произвёл особого эффекта на корабль, но мог бы за счет воздействия ударной волны уничтожить находящиеся на палубе самолёты, а также корабельные надстройки. Во время второго — подводного — взрыва авианосец получил значительные повреждения из-за влияния ударных волн, вызванных взрывом. Приблизительно через 7,5 часа авианосец затонул.

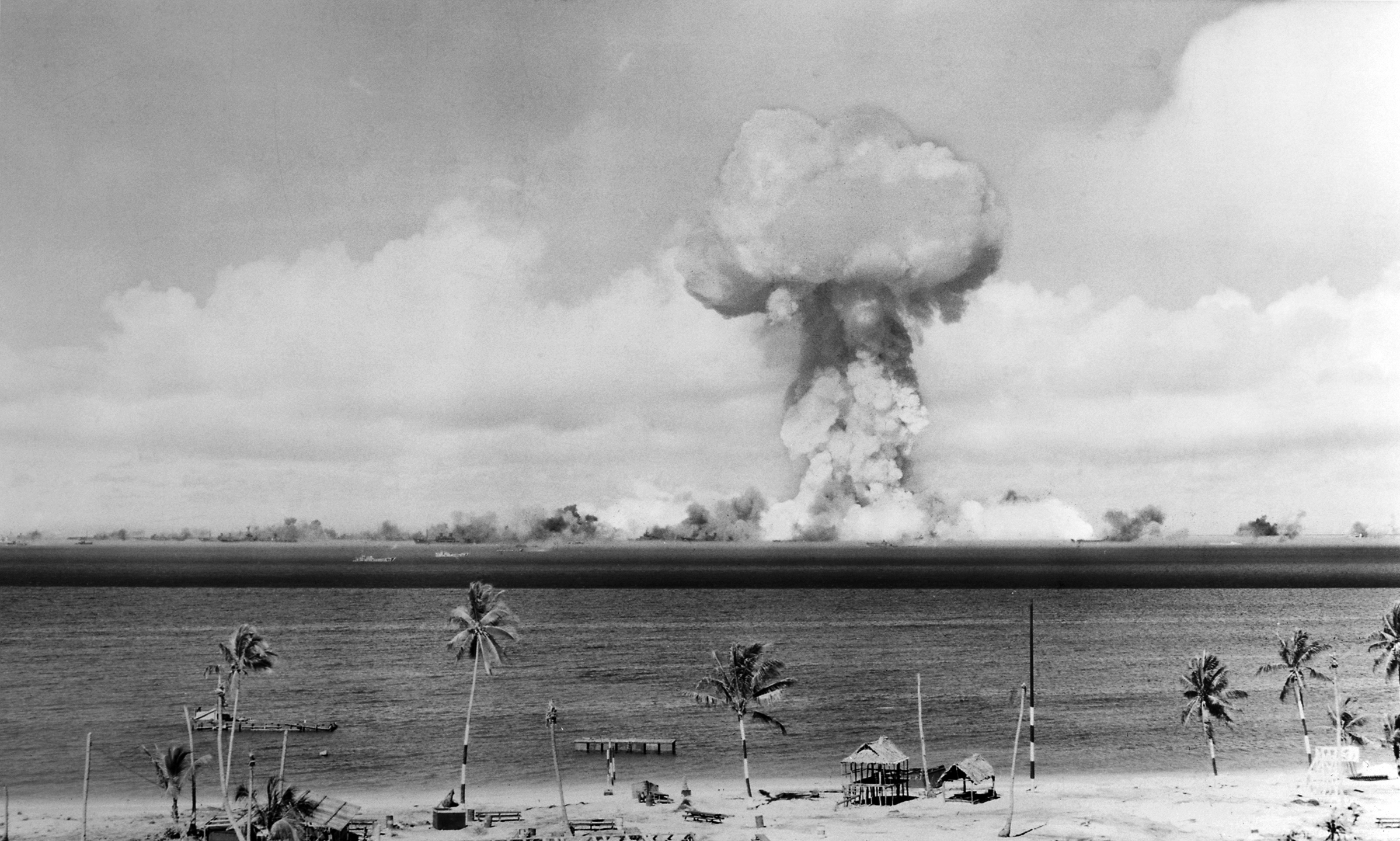
Первый — воздушный — взрыв произошёл достаточно далеко от корабля
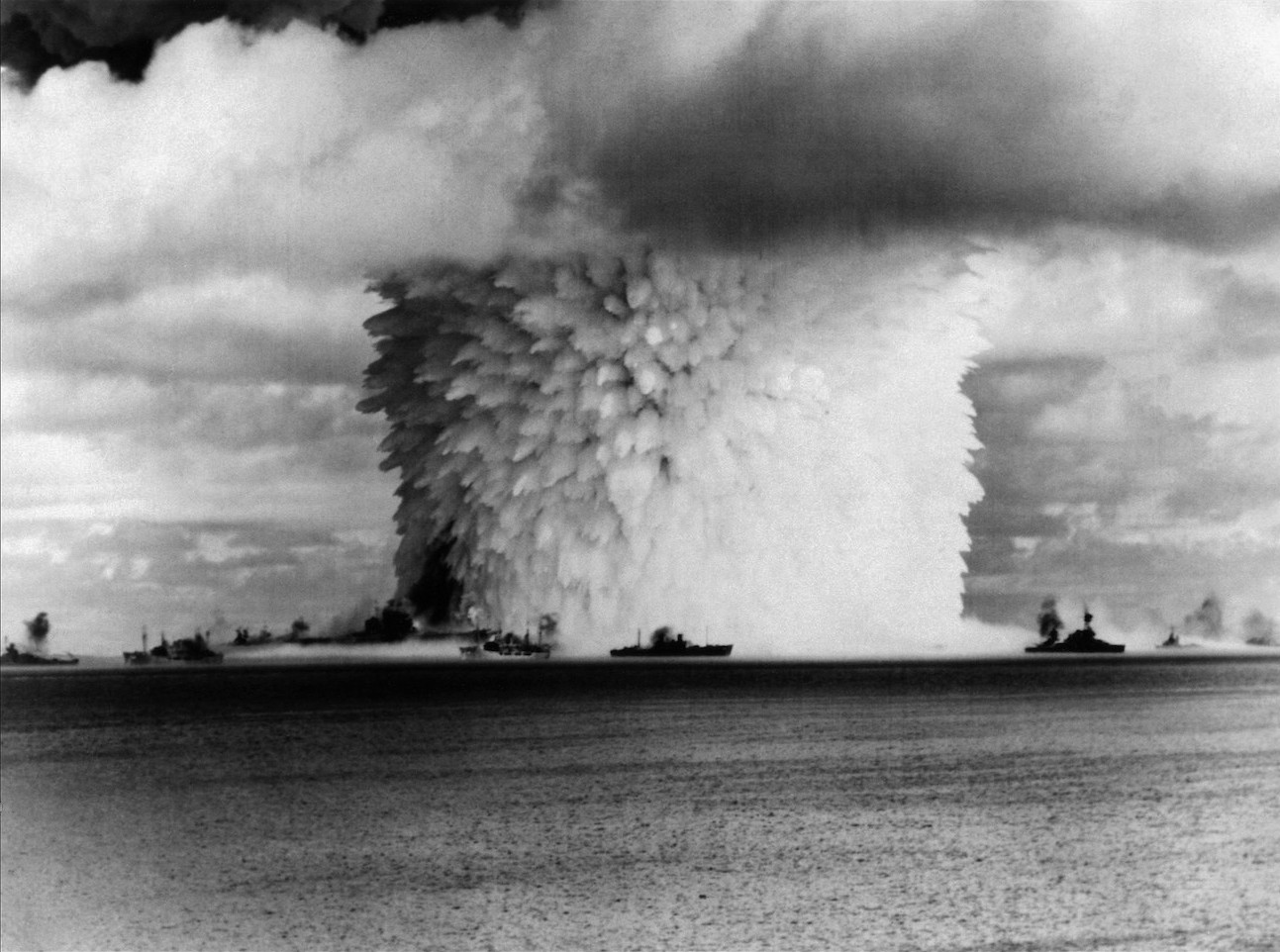
Второй — подводный — взрыв сделал судно небоеспособным
Авианосец после подводного атомного взрыва: волны пригнули к палубе дымовые трубы и часть командного мостика

## Командиры
- капитан Харри Ярнелл (Harry Ervin Yarnell) (30 сентября 1927 — 15 сентября 1928)
- капитан Джон Хэллигэн (John Halligan, Jr.) (15 сентября 1928 — 20 апреля 1929)
- капитан Фредерик Хорн (Frederick Joseph Horne) (20 апреля 1929 — 5 сентября 1930)
- капитан Фрэнк Макрэри (Frank Robert McCrary) (5 сентября 1930 — 1 июня 1932)
- коммандер Арчибальд Дуглас (Archibald Hugh Douglas) (1 июня 1932 — 11 июля 1932)
- капитан Джордж Стил (George Washington Steele, Jr.) (11 июля 1932 — 31 декабря 1932)
- капитан Руфус Зогбаум (Rufus Fairchild Zogbaum, Jr.) (31 декабря 1932 — 12 июня 1934)
- капитан Кеннет Уайтинг (Kenneth Whiting) (12 июня 1934 — 6 июля 1935)
- капитан Уильям Холси (William Frederick Halsey, Jr.) (6 июля 1935 — 9 июня 1937)
- капитан Джон Тауэрс (John Henry («Jack») Towers) (9 июня 1937 — 16 июня 1938)
- капитан Альберт Рид (Albert Cushing («Putty») Read) (16 июня 1938 — 15 марта 1940)
- капитан Роберт Молтен (Robert Potter Molten, Jr.) (15 марта 1940 — 6 июня 1940)
- капитан Арчибальд Дуглас (Archibald Hugh Douglas) (6 июня 1940 — 12 апреля 1942)
- коммандер Альфред Прайд (Alfred Melville Pride) (12 апреля 1942 — 12 мая 1942)
- капитан Девитт Рэмси (DeWitt Clinton («Duke») Ramsey) (12 мая 1942 — 27 сентября 1942)
- капитан Джеральд Боган (Gerald Francis Bogan) (27 сентября 1942 — 7 апреля 1943)
- капитан Хенри Маллиникс (Henry Maston Mullinix) (7 апреля 1943 — 22 августа 1943)
- капитан Джон Кэссэди (John Howard Cassady) (22 августа 1943 — 22 июня 1944)
- капитан Томас Сиссон (Thomas Upton Sisson) (22 июня 1944 — 24 июля 1944)
- коммандер Луис Хант (Louis Henry Hunte) (24 июля 1944 — 1 августа 1944)
- капитан Луисан Моэбус (Lucian Ancel («Fish») Moebus) (1 августа 1944 — 27 апреля 1945)
- капитан Фрэнк Эйкерс (Frank Akers) (27 апреля 1945 — 4 февраля 1946)
- капитан Джон Диффли (John Ronald Diffley) (4 февраля 1946 — 6 марта 1946)
- капитан Стэнхоуп Ринг (Stanhope Cotton Ring) (6 марта 1946 — 2 июня 1946)
- капитан Дональд Макмэхэн (Donald Swain MacMahan) (2 июня 1946 — 6 августа 1946)
- коммандер Дэниэл Энтлер (Daniel McElroy Entler, Jr.) (6 августа 1946 — 15 августа 1946)
- коммандер-лейтенант Джон Ландрет (John Lewis Landreth) (15 августа 1946 — 19 августа 1946)